# 十里河駅
十里河駅（じゅうりが-えき）は、北京市朝陽区に位置する北京地下鉄10号線と14号線の駅である。

## 駅構造

### 10号線
島式ホーム1面2線を有する地下駅。
| 10号線ホーム | ←10号線 潘家園方面 |
| 10号線ホーム | 島式ホーム         |
| 10号線ホーム | 10号線 分鐘寺方面→ |

### 14号線
島式ホーム1面2線を有する地下駅。
| 14号線ホーム | ←14号線 張郭荘方面 |
| 14号線ホーム | 島式ホーム         |
| 14号線ホーム | 14号線 善各荘方面→ |

## 歴史
- 2012年12月30日 - 10号線開業。
- 2015年12月26日 - 14号線開業。
- 2021年12月31日 - 17号線開業。

## 隣の駅
北京地下鉄
■10号線
潘家園駅 - 十里河駅 - 分鐘寺駅
■14号線
方荘駅 - 十里河駅 - 北工大西門駅
■17号線
十里河駅 - 周家荘駅